# Avidos
Avidos ist ein Ort und eine ehemalige Gemeinde (Freguesia) im Norden Portugals.
Avidos gehört zum Kreis Vila Nova de Famalicão im Distrikt Braga. Die Gemeinde hatte eine Fläche von 2,8 km² und 1746 Einwohner (Stand 30. Juni 2011).
Am 29. September 2013 wurden die Gemeinden Avidos und Lagoa zur neuen Gemeinde União das Freguesias de Avidos e Lagoa zusammengeschlossen. Avidos ist Sitz dieser neu gebildeten Gemeinde.